# 10023 Vladifedorov
10023 Vladifedorov este un asteroid din centura principală de asteroizi.

## Descriere
10023 Vladifedorov este un asteroid din centura principală de asteroizi. A fost descoperit pe 17 noiembrie 1979 la Observatorul astrofizic din Crimeea de Liudmila Cernîh. Asteroidul prezintă o orbită caracterizată de o semiaxă mare de 2,43 ua, o excentricitate de 0,18 și o înclinație de 1,9° în raport cu ecliptica.